# Абдулла Утайф
Абдулла Ібрагім Ях'я Утайф (араб. عبد الله إبراهيم يحيى عطيف, нар. 3 серпня 1992, Ер-Ріяд) — саудівський футболіст, півзахисник клубу «Аль-Гіляль».
Виступав, зокрема, за клуби «Аль-Шабаб» та «Аль-Гіляль», а також національну збірну Саудівської Аравії.

## Клубна кар'єра
Народився 3 серпня 1992 року. Вихованець футбольної школи клубу «Аль-Шабаб». Дорослу футбольну кар'єру розпочав 2011 року в основній команді того ж клубу, в якій провів один сезон, але в матчах чемпіонату за рідну команду так і не дебютував.
У 2012 році він приєднався до португальського клубу «Лолетану», що виступав у третьому за значимістю лізі країни, де зіграв у 8 матчах. У лютому 2013 року Абдулла Отайф став гравцем саудівського «Аль-Гіляля». 5 грудня 2014 року він дебютував у саудівській Про-лізі, вийшовши на заміну в середині другого тайму домашнього матчу проти «Аль-Раєда». З командою вигравав чемпіонат, Кубок та Суперкубок Саудівської Аравії. Станом на 2 червня 2018 року відіграв за саудівську команду 54 матчі в національному чемпіонаті.

## Виступи за збірні
Протягом 2010—2015 років залучався до складу молодіжної збірної Саудівської Аравії, у складі якої був учасником молодіжного чемпіонату світу у Колумбії. Всього на молодіжному рівні зіграв у 10 офіційних матчах.
9 грудня 2012 року дебютував у складі збірної Саудівської Аравії у матчі чемпіонату Федерації футболу Західної Азії проти команди Ірану, вийшовши в основному складі. Через три дні він забив свій перший гол за національну команду, що став єдиним і переможним у поєдинку з Єменом.
У складі збірної був учасником чемпіонату світу 2018 року у Росії.

## Досягнення
- Чемпіон Саудівської Аравії (5):

«Аль-Гіляль»: 2016-17, 2017-18, 2019-20, 2020-21, 2021-22
- Володар Королівського кубка Саудівської Аравії (4):

«Аль-Гіляль»: 2014-15, 2016-17, 2019-20, 2022-23
- Володар Кубка наслідного принца Саудівської Аравії (1):

«Аль-Гіляль»: 2015-16
- Володар Суперкубка Саудівської Аравії (3):

«Аль-Гіляль»: 2015, 2018, 2021
- Переможець Ліги чемпіонів АФК (2):

«Аль-Гіляль»: 2019, 2021